# 12 X 5
12 X 5 je album The Rolling Stonesa izdan krajem 1964. Album je izašao samo za američko tržište i poput njihovog debitantskog albuma većinom sadrži obrade R&B klasika.

## Popis pjesama
1. "Around and Around" – 3:03
2. "Confessin' the Blues" – 2:47
3. "Empty Heart" – 2:37
4. "Time Is on My Side" – 2:53
5. "Good Times, Bad Times" – 2:30
6. "It's All Over Now" – 3:26
7. "2120 South Michigan Avenue" – 3:38
8. "Under the Boardwalk" – 2:46
9. "Congratulations" – 2:29
10. "Grown Up Wrong" – 2:05
11. "If You Need Me" – 2:04
12. "Susie Q" – 1:50

## Singlovi
- "It's All Over Now"
- "Time Is on My Side"

## Top ljestvice

### Album
| Godina | Ljestvica            | Pozicija |
| ------ | -------------------- | -------- |
| 1965.  | Billboard Pop Albumi | #3       |

### Singlovi
| Godina | Singl                | Ljestvica             | Pozicija |
| ------ | -------------------- | --------------------- | -------- |
| 1964.  | "It's All Over Now"  | UK Top 50 Singlova    | #1       |
| 1964.  | "It's All Over Now"  | The Billboard Hot 100 | #26      |
| 1964.  | "Time Is on My Side" | The Billboard Hot 100 | #6       |

## Članovi sastava na albumu
- Mick Jagger - pjevač, usna harmonika, udaraljke
- Keith Richards - gitara, pjevač
- Brian Jones - gitara, pjevač
- Charlie Watts - bubnjevi
- Bill Wyman - bas-gitara, pjevač

## Vanjske poveznice
- allmusic.com[neaktivna poveznica] - 12 X 5